# Kim Wayans
Pour les articles homonymes, voir Wayans.
Kim Wayans, née à Manhattan le 8 octobre 1961,, est une actrice, scénariste et réalisatrice américaine.
Elle est notamment connue pour avoir joué dans le film Dance Movie en 2008 et faire partie de la famille Wayans.

## Filmographie

### Comme actrice
- 1987-1988 : Campus Show : Allison (11 épisodes)
- 1988 : China Beach : Cameo Candette (2 épisodes)
- 1988 : I'm gonna give you sucka de Keenen Ivory Wayans : la chanteuse de cabaret
- 1994 : A Low Down Dirty Shame de Keenen Ivory Wayans : Diane
- 1996 : Spoof Movie de Marlon Wayans et Shawn Wayans : Mrs. Johnson
- 1995-1998 : In the House : Tonia Harris (50 épisodes)
- 1995-1998 : Les Frères Wayans : Sheila (2 épisodes)
- 1996-1997 : Waynehead : la mère (7 épisodes)
- 2008 : Dance Movie de Damien Wayans : Ms Dontwannabebothered
- 2011 : Pariah de Dee Rees : Audrey
- 2012 : Esprits Criminels :  Darlène Beckett (1 épisode)
- 2013 : The Soul Man : Dr. Owans (1 épisode)
- 2014 : Hawaï 5-0 : Diane Maxwell (1 épisodes)
- 2014 : Reckless : La Loi de Charleston : Vi Briggs (13 épisodes)
- 2016 : Hit the Floor : Karen Halford (1 épisode)
- 2016 : New Girl : Susan (2 épisodes)
- 2018 : Marlon : Miss Shabazz (1 épisode)

### Comme scénariste
- 2001-2003 : Ma famille d'abord (56 épisodes)

### Comme productrice
- 2003-2005 : Ma famille d'abord (56 épisodes)